# Hybrid Theory (EP)
Hybrid Theory (englisch für etwa: „Mischtheorie“) ist eine EP der US-amerikanischen Nu-Metal- und Alternative-Rock-Band Linkin Park, damals noch unter dem Bandnamen Hybrid Theory. Die EP wurde in den USA am 1. Mai 1999 mit einer Auflage von rund 1000 als Eigenproduktion veröffentlicht. 2001 wurde die EP mit kleinen Veränderungen für den Fanclub Linkin Park Underground wiederum mit einer limitierten Auflage wiederveröffentlicht.

## Entstehung
Die CD wurde damals ohne den heutigen Bassisten Dave Farrell, der eine Auszeit nahm, aufgenommen. Als Ersatz engagierte man Kyle Christener.
Mit Hilfe von Jeff Blue konnte die EP über die Zomba Label Group finanziert werden. Die Band verkaufte jedoch die EP wenig erfolgreich, sodass sie begannen, die CDs für die Promotion kostenlos zu verteilen. Ein Streetteam half damals mit. Dieses bekam auch weitere Demo-CDs zugesandt, die heute sehr wertvoll sind.

## Covergestaltung
Das CD-Cover ist ein Fold-Cover und zeigt die beiden Seiten eines Babys. Auf der rechten Seite des Covers, welches auch von außen zu sehen ist, wird der Kopf des Babys schlafend in einem Braunton gemalt dargestellt. Beim Öffnen der CD kommt die linke Seite des Covers zum Vorschein, welche das Baby in verwestem Zustand darstellt. Es hat den Mund geöffnet, aus welchem eine gespaltene Zunge und scharfe Zähne hervorstechen. Das Auge ist pupillenlos und weit geöffnet. Diese linke Coverseite ist in einem Violett-Farbton gehalten. Zwischen den beiden Seiten ist eine Art Herz zu sehen. Das Baby ist auch im 2001 gedrehten Musikvideo zu Papercut zu sehen.
Das Booklet enthält das Ultraschallbild eines Fötus sowie den Text:

“After eight months, she was sure of one thing: that the baby’s future would be determined by the convergence of its divided past.”

Als Produzent wird Hybrid Theory aufgeführt. Im Re-Release von 2001 sind Text und Ultraschallbild entfernt, als Produzent wird Mike Shinoda ausgewiesen.

## Titelliste
| # | Titel             | Länge | Songwriter                                                           |
| - | ----------------- | ----- | -------------------------------------------------------------------- |
| 1 | Carousel          | 3:00  | Mike Shinoda, Joe Hahn, Brad Delson, Chester Bennington, Rob Bourdon |
| 2 | Technique (Short) | 0:40  | Mike Shinoda, Joe Hahn                                               |
| 3 | Step Up           | 3:55  | Mike Shinoda, Joe Hahn, Brad Delson                                  |
| 4 | And One           | 4:33  | Mike Shinoda, Joe Hahn, Brad Delson, Chester Bennington, Rob Bourdon |
| 5 | High Voltage      | 3:30  | Mike Shinoda, Joe Hahn, Brad Delson                                  |
| 6 | Part of Me        | 12:41 | Mike Shinoda, Joe Hahn, Brad Delson, Chester Bennington, Rob Bourdon |

Der Hidden Track Ambient oder Secret beginnt bei 10:00 von Part of Me.

## Weiterverwendung
Zwar kamen keine Songs von der EP auf die Standardversion des gleichnamigen Debütalbums Hybrid Theory, einige wurden aber im Verlauf der Jahre als B-Seiten, als Bonustracks oder auf einem Fanclubalbum veröffentlicht.
Ein Remake des Titels High Voltage ist eine B-Seite der Debütsingle One Step Closer aus dem Jahr 2000, aber auch ein Bonustrack mehrerer Versionen von Hybrid Theory. Auf Reanimation erschien auch ein Remix, H! Vltg3, der mit Pts.of.Athrty als Doppel-A-Seite einer Single veröffentlicht wurde. Diese erreichte die Top 10 der UK Top 40. Am Anfang und am Ende des Liedes Nobody’s Listening wurde jeweils ein Sample der Zeile „Coming at you from every side“ verwendet.
Step Up ist eine B-Seite der Single In the End, Pt. 2 aus dem Jahr 2001. Außerdem wurden davon Samples in Kyur4 th Ich, der Remixversion von Cure for the Itch, die auf dem 2002 veröffentlichten Remixalbum Reanimation erschien, und in dem im gleichen Jahr veröffentlichten It’s Goin’ Down (X-Ecutioners feat. Mike Shinoda & Joe Hahn) verwendet.
2004 spielte die Band während der Projekt Revolution-Tour ein Medley, bestehend aus Step Up, Nobody’s Listening und It’s Goin’ Down. Diese Liveversion war auch auf der vierten Ausgabe der Fanclub-CD-Reihe, Linkin Park Underground 4.0, enthalten.
And One und Part of Me, inklusive Ambient / Secret, kamen 2008 auf die EP Songs from the Underground.

## Rezeption
Viele Hardcorefans bezeichnen es als Meisterwerk, dank der „perfekten Kombination aus Rock, Hip-Hop und Electronica“.